# پیمسیری سیریکائو
پیمسیری سیریکائو (زاده ۲۵ آوریل ۱۹۹۰) وزنه‌بردار اهل تایلند است.